# Horváth István (hangmérnök)
Horváth István (Szentendre, 1944. október 5. –) Erkel Ferenc-díjas magyar hangmérnök. A Magyar Rádió elektroakusztikus stúdiójának vezető hangmérnökeként jelentős szerepe volt a 20. századi magyar elektronikus zene fejlődésében.

## Pályafutása
1970-ben szerzett villamosmérnöki diplomát Budapesti Műszaki Egyetem híradástechnika szakán. 1970-től nyugdíjazásáig, 2007-ig a Magyar Rádió hangmérnökeként dolgozott. 1974-től részt vett a rádió elektronikus zenei stúdiójának létrehozásában, majd 1976-tól a stúdió vezető hangmérnöke volt a stúdió 2007-es bezárásáig. 1975 és 1995 között a Zeneakadémia zeneszerzés szakos hallgatóinak az elektroakusztikus zeneszerzés gyakorlatát oktatta Pongrácz Zoltán professzor úr irányításával. 1991-től a Sugár Miklós zeneszerző-karmester irányításával megalapított elektroakusztikus műveket megszólaltató EAR együttes hangmérnöke.

## Munkássága
Több mint négyszáz önálló elektronikus, elektroakusztikus zeneművet készített zeneszerzők irányításával. Az elkészült művek számos nemzetközi versenyen nyertek díjakat. Több színházi előadás, film és televíziós produkcióhoz készített effekteket, zenei felvételeket. Önálló elektroakusztikus zenei felvételeinek nagy része hanglemezeken, illetve CD kiadványokon is megjelent. Munkáját 1999-ben és 2006-ban Artisjus-díjjal, 2001-ben Erkel Ferenc-díjjal értékelték. 2022-ben életműve elismeréseként megkapta a Magyar Hangkultúra Mestere díjat.

## Idézetek sajtókritikákból
- „A művek zavartalan megszólalásában jelentős szerepet vállalt Horváth István hangmérnök, aki a tőle megszokott nyugodt szakértelemmel és háttérben maradó alázattal teljesítette a zeneszerzők és az előadók kéréseit.”[7]
- „Az előadók – az említetteken kívül Kántor Balázs, Matuz Gergely, Maros Éva és Mérey Anna – éppúgy kitettek magukért, mint az elektroakusztikus daraboknak már létrehozásában tevékenyen segítő hangmérnök, Horváth István, valamint az EAR-t vezető és a zárószámban vezénylő Sugár Miklós.”[8]